# Aéroport Charles-de-Gaulle 2 TGV
Aéroport Charles-de-Gaulle 2 TGV – stacja kolejowa przeznaczona dla pociągów TGV i RER B, stanowiąca część terminalu 2 paryskiego portu lotniczego Charles de Gaulle, zbudowana na linii LGV Interconnexion. Ze stacji odjeżdżają również pociągi RER, łączące stacje i port lotniczy z centrum Paryża.
Na stacji zatrzymują się pociągi TGV, łączące miasta południowej i wschodniej Francji (między innymi Bordeaux, Rennes, Nantes, Marsylię, Lyon, Dijon, Reims, Metz, Nancy i Strasburg) z Lille oraz Brukselą.